# Katholieke Studentenvereniging Sanctus Virgilius
De Katholieke Studenten Vereniging Sanctus Virgilius (kortweg: Virgiel), is een algemene studentenvereniging in Delft, in de Nederlandse provincie Zuid-Holland. De vereniging is lid van de LKvV, de VeRa en het Aller Heiligen Convent.

## Karakteristieken

### Doelstelling en motto
Van origine hanteerde de vereniging als doel "de eigen (rooms-katholieke) overtuiging te versterken en zich te oefenen in het weerleggen van argumenten van andersdenkenden". Aan het begin van de 21ste eeuw was dit verworden tot het ontplooien van haar leden op sportief, cultureel en sociaal gebied.

### Doelgroep
Hoewel oorspronkelijk alleen bedoeld voor studenten aan de Technische Universiteit van Delft, stelde Virgiel zijn deuren in 1978 ook open voor HBO'ers.

### Activiteiten
Om lid te kunnen worden, ondergaan de aspirant-leden een ontgroening. Deze beproeving is een onderdeel van de verplichte introductietijd, de zogeheten "KMT" (KennisMakingsTijd)
Voor haar leden organiseert de vereniging onder meer maaltijden, borrels en feesten. Andere activiteiten worden georganiseerd door commissies en onderverenigingen.

## Geschiedenis

### Ontstaan
Sinds de oprichting van de Polytechnische School in Delft was het Delftsch Studenten Corps lange tijd de enige studentenvereniging van Delft. Rond 1900 kwam hier verandering in. Nadat in 1897 de Delftsche Studenten Bond het levenslicht zag, besloten twaalf rooms-katholieke studenten op 2 maart 1898 ook tot het oprichten van een eigen vereniging over te gaan.
Bij de start van het studiejaar 1899/1900 kwamen er 16 studenten bij en kreeg de vereniging de naam "Crescendo Gramen Sementat" (Latijn: al groeiende brengt het zaad vruchten voort). De vereniging hanteerde aanvankelijk als doel "de eigen overtuiging te versterken en zich te oefenen in het weerleggen van argumenten van andersdenkenden". Dit zou nog tot in de jaren 30 haar hoofddoel blijven. Bij het eerste lustrum in 1903 ging de vereniging de naam Sanctus Virgilius dragen, vernoemd naar de heilige Virgilius van Salzburg. De Latijnse zinspreuk bleef gehandhaafd.

### Beginperiode
In de beginperiode van de vereniging draaide alles om debatten en lezingen. De lezingen gingen over uiteenlopende onderwerpen, maar het Rooms-Katholieke geloof en de zedenleer stonden voorop. In de jaren 20 had de vereniging rond de 150 leden. Vanaf de aankoop van een eigen verenigingspand in 1920 begon er naast de lezingen ook een gezelligheidscultuur te ontstaan met eigen regels en gebruiken. Waren ontgroeningen van nieuwe leden in de beginjaren nog "uit den boze", langzamerhand kwam ook hier verandering in. In 1931 werd Virgiel door de senaat van de Technische Hogeschool als studentenvereniging erkend. Zodoende werd het niet meer als een confessionele vereniging beschouwd.
Na de Duitse inval begon men aanvankelijk normaal aan een nieuw studiejaar. Een ingrijpend moment was echter het ontslag van de Joodse ambtenaren in november 1940. Toen in december 1940 de Duitsers overgingen tot confiscatie van Oude Delft 18 kwam er een eind aan het gemeenschapsleven rond de eigen sociëteit. Leden van de vereniging kwamen nog wel op diverse plekken bijeen. Na 1943 lag het onderwijs helemaal stil en doken verschillende leden onder.

### Na de Tweede Wereldoorlog
Na de oorlog groeide het ledenaantal sterk. In 1949 had Virgiel 835 leden. Lange tijd was Virgiel in Delft de enige vereniging voor Rooms-Katholieke studenten. Vanaf 1959 kwam daar voor korte tijd verandering in, door de oprichting van Sint Wolbodo. In de eerste helft van de jaren 60 werd er met enige regelmaat samengewerkt met de nieuwe vereniging. Zo organiseerden de beide verenigingen in 1965 de "Katholieke Studentendagen 1965", een tweedaags congres voor rooms-katholieke studenten uit Nederland en daarbuiten.
Hoewel oorspronkelijk alleen bedoeld voor studenten aan de Technische Universiteit, stelde Virgiel zijn deuren in 1978 ook open voor HBO'ers. Vanaf dat jaar maakte de vereniging een enorme groei door. In 1981 steeg het ledental tot boven 1000. In 2018 was de K.S.V. met ruim 2000 leden de studentenvereniging met de meeste leden van Delft.

### Ontgroeningen
Tot 1969 kende de vereniging een zogeheten groentijd, de periode waarin aspirant-leden kennis maakten met de vereniging, met een ontgroeningsritueel als onderdeel daarvan, waarin de aspiranten werden onderworpen aan zaken als verplicht worden kaalgeschoren en het eten van wormen. Na meerdere excessen, die vanaf eind jaren 1950 de landelijke pers haalden, schafte de vereniging de groentijd in 1969 af. De groentijd werd vervangen door een "kennismakingstijd op voet van gelijkheid", met een programma dat zou gaan bestaan uit sport, muziek, discussies en ontmoetingen. Desalniettemin verviel ook de kennismakingstijd in de loop der jaren ten prooi aan excessen rondom ontgroeningen. In 2017 ontzegde de TU Delft de vereniging een jaarlijkse subsidie ter hoogte van meer dan 31 duizend euro, naar aanleiding van een incident tijdens de ontgroening van 2016, waarbij een aspirant-lid een zware hersenschudding opliep.

## Verenigingspand

### De beginjaren: wisselende locaties
De eerste jaren beschikte Virgiel nog niet over een eigen verenigingsgebouw. De eerste vergadering vond plaats op 23 maart 1898 in een door de Vincentiusvereniging beschikbaar gestelde vergaderzaal aan de Koornmarkt 42. In september 1908 verplaatste men de vergaderingen van Virgiel naar de bovenzaal van de sociëteit aan de Voldersgracht 12. Van 1909 tot 1911 werd uitgeweken naar Hotel Wilhelmina, maar daarna keerde de vereniging terug.

### Sociëteit Alcuin
Eind 1920 kocht de vereniging een eigen sociëteit, het pand Oude Delft 18. Tijdens de Tweede Wereldoorlog, in december 1940, werd dit pand door de Duitse bezetter geconfisqueerd. Doordat het na de bevrijding niet direct aan de leden werd teruggegeven, besloten elf leden op 27 november 1945 (de naamdag van de heilige Virgilius) het pand te bezetten. Hierdoor kwam teruggave in een stroomversnelling. Op 21 februari 1946 kon Virgiel weer zijn eigen sociëteit betrekken. In 1947 werd de sociëteit herdoopt tot Katholieke Studenten Sociëteit Alcuin, vernoemd naar Alcuinus van York, de biograaf van Sint-Virgilius. Door een sterke toename van het ledental werd het pand echter te klein. Voor de 835 leden moest in 1949 een nieuw heenkomen gezocht worden.

### Sint-Barbaraklooster
In 1949 betrok Virgiel het voormalige Sint-Barbaraklooster aan de Oude Delft 57. Het pand werd aanvankelijk voor 24 jaar aan Virgiel verhuurd met de verplichting voor Virgiel tot restauratie. Oude Delft 18 was voortaan in gebruik als studentenkapel en voor het studentenpastoraat.
De restauratie van de nieuwe Sociëteit Alcuin zou uiteindelijk in vier fasen plaatsvinden, en duurde van 1953 tot 1990. In juni 1989 werd het Sint-Barbaraklooster overgenomen van de gemeente Delft. De sociëteit bevat inmiddels zo'n 50 ruimtes, met onder meer een borrellokaal, een repetitieruimte voor bands, een zeefdrukkerij, een bibliotheek, een schilderkelder, een doka en een eettafel.

## Interne structuur
Het verenigingsleven is gestructureerd in jaarclubs, verticales en disputen. Daarnaast organiseren commissies en onderverenigingen verschillende activiteiten op het gebied van sport, cultuur en muziek, onderverenigingen van Virgiel zijn onder andere:
- Voetbalondervereniging SVVV Taurus, opgericht op 17 oktober 1946, speelt in de derde klasse van het Nederlands amateurvoetbal.

- Op 14 oktober 1946 werd de Sanctus Virgilius Hockeyclub Dopie (DOe Potdomme IEts) opgericht.

- In 1947 werd roeivereniging Proteus opgericht. Deze fuseerde in 1970 met de open studentenroeivereniging Eretes tot D.S.R. Proteus-Eretes en werd daarmee onafhankelijk van Virgiel.

- Op 1 oktober 1956 werd de volleybalonderverening SVVV Alexo opgericht.

- In 1963 werd rugbyvereniging SRC Thor opgericht, deze werd in 1975 onafhankelijk van Virgiel. In 2007 kwam hiervoor SVRC (Sanctus Virgilius Rugby Club) terug.

- In 1977 werd er na een afsplitsing van SVVV Alexo een vrouwenvolleybalvereniging opgericht genaamd Delos.

## Oud-leden
Onder de bekende oud-leden bevinden zich onder meer:
- Lodewijk van den Berg (1932-2022), ruimtevaarder[bron?]
- Jo Ritzen (1945), politicus[12]
- Ronald Ottenhof (1946), fluitist in de band Alquin[13]